# Stefano il Calafato
Stefano, detto "il Calafato" (... – dopo il 1040), è stato un militare bizantino, cognato dell'imperatore bizantino Michele IV il Paflagone e padre del successore di questi, Michele V il Calafato.

Di origini oscure, è noto come Calafato dalla professione da lui svolta presso il porto di Bisanzio.
Stefano è noto per aver fatto parte della spedizione in Sicilia organizzata da Michele IV (della cui sorella Maria era marito) nel 1038 e affidata al generale Giorgio Maniace. Stefano fu posto a capo della flotta, ma non riuscì a conseguire con essa le vittorie che necessitavano al generale contro l'esercito arabo. Il rapporto fra i due, già teso, precipitò nel 1040, quando Maniace accusò il Calafato di tradimento, incurante della stretta parentela di questi con l'imperatore.
Stefano per vendicarsi dell'umiliazione subita, fece accusare Maniace di voler depredare all'impero i possedimenti siciliani appena acquisiti. Quindi l'imperatore Michele richiamò a Bisanzio Maniace, togliendogli il comando della spedizione siciliana che proprio a causa del suo allontanamento, tenendo pur conto delle gravi fratture interne all'esercito, infine fallì. I territori della Sicilia orientale, tra cui Messina e Siracusa, vennero riconquistati dagli Arabi.